# Каменный Конец
Каменный Конец — деревня в Гдовском районе Псковской области России. Входит в состав городского поселения «Гдов» Гдовского района.

## География
Расположена в 14 километрах к северу от Гдова, на реке Каменка, в трёх километрах к северо-востоку от её впадения в Чудское озеро.

## Население
Численность населения деревни по оценке на 2000 год составляет 32 жителя.

## История
В Писцовых Книгах 1585-87 упоминается как погост Каменный, центр Каменской губы Гдовского уезда.
До 2005 года деревня входила в состав ныне упразднённой Гдовской волости.